# 陳震
陳 震（ちん しん）は、中国後漢末期から三国時代の政治家。字は孝起。荊州南陽郡の人。子は陳済。

## 略歴
劉備が荊州牧となった際、従事として招かれ諸郡を監督した。
劉備が益州を攻略する際には、龐統らと共に劉備に随行した。建安19年（214年）、劉備が益州を支配すると蜀郡北部都尉（後に郡名が変更され汶山太守）となり、後に犍為太守へ転任した。
建興3年（225年）、中央へ戻されて尚書に任じられ、尚書令に昇進した。同年、呉に使者として派遣されているが、目的は史書に記されていない。この年に諸葛亮は南征を実施している。
建興5年（227年）の出師表において諸葛亮は「侍中（郭攸之・費禕）・尚書（陳震）・長史（張裔）・参軍（蔣琬）、此れ悉く貞良死節の臣なり」と陳震を称えた。
建興7年（229年）、同盟関係にあった呉の孫権が皇帝に即位し、蜀の国内は動揺したが、諸葛亮は呉との同盟関係を継続することに決め、衛尉に昇進していた陳震を祝賀の使者として呉に赴かせた（「諸葛亮伝」が引く『漢晋春秋』）。諸葛亮は兄の諸葛瑾に手紙を送り、陳震を「老いてますます誠実な性格である」と賞賛し、呉蜀の友好関係を発展させるに相応しい使者だと紹介している。陳震は呉との国境で、関守への書状で自国は「西朝」、孫権は「東尊」と表記した上で、呉で禁忌となる表現などについて協議した（蜀書「陳震伝」）。陳震は使者として謙虚にふるまい、武昌において孫権と会盟し、天下を分配することを誓約し合った（呉志「呉主伝」）。それは呉が徐州・豫州・幽州・青州を、蜀が并州・涼州・冀州・兗州をそれぞれ領有し、司隷は函谷関を境界にする、という内容であった。陳震は帰国後、城陽亭侯に封じられた。
建興9年（231年）、李厳は兵糧の輸送がうまくいかず、責任転嫁のため偽りの発言をして免職となった。諸葛亮は蔣琬と董允に手紙を送り「陳震は以前呉に赴く際、李厳は腹の中に棘があり郷里の人も近づけない、と話してくれた。私は、棘というものは触れなければよいだけだと思っていたが、蘇秦・張儀のような舌先のごまかしが突然行われるとは思いもよらなかった。陳震にこれを知らせてやらねばならない」と述べた。
建興13年（235年）に死去し、子の陳済が跡を継いだ。
陳寿は陳震を「忠実・謙虚で、老いてますます慎ましい人物であった」と評している。

## 三国志演義
小説『三国志演義』では、はじめ袁紹に仕えており、徐州で曹操に敗れ袁紹に身を寄せた劉備と親しくなり、曹操に降伏していた関羽への連絡役を引き受けている。劉備が劉表との同盟の使者に行くと称し袁紹の下を離れた後は、袁紹の命を受け江東の孫策との同盟の交渉に赴いたが、袁紹との同盟に乗り気であった孫策が急死すると、後継者の孫権は曹操と同盟を結ぶことにしたため失敗している。後に劉備の元へ身を寄せるようになるが、ほぼ名のみの登場である。